# 김철 (1960년)
김철(金徹, 1960년 11월 15일 ~ )은 SK케미칼 대표이사 사장인 대한민국의 기업인이다. 

## 학력
- 용문고등학교 졸업
- 서울대학교 경제학과 졸업
- 런던 정치경제대학교 대학원 경제학 석사

## 경력
- SK 석유사업팀 팀장
- SK E&M전략팀 팀장
- SK 경영경제연구소 기업연구실 실장
- SK홀딩스 사업지원1실 실장
- SK에너지 석유개발사업부 부장
- SK에너지 자원개발본부 본부장
- SK홀딩스 G&G추진단
- SK케미칼 수지사업본부 본부장
- SK케미칼 대표이사 사장
- SK디스커버리 대표이사 사장

## 참고 자료
- 김철 네이버 인물검색
- 김철 다음 인물검색